# Нгуние
За едноименната река вижте Нгуние (река).
Нгуниѐ (на френски: Ngounié) е една от деветте провинции в Габон. Площта на провинцията е 37 750 км². Населението е 100 838 жители (по преброяване от октомври 2013 г.). Областният град е Муила. На югоизток Нгуние граничи с регион Ниари в Република Конго. В Габон граничи със следните провинции:
- Нянга – на юг
- Огоуе-Маритим – на запад
- Моаян Огоуе – на север
- Огоуе-Ивиндо – на североизток
- Огоуе-Лоло – на изток

## Департаменти
Провинция Нгуние е разделена на 7 департамента (окръжните градове са посочени в скоби):
- Буми-Луеци (Мбигу)
- Дола (Нденде)
- Дуя-Оной (Муила)
- Луеци-Уано (Лебамба)
- Ндолу (Манджи)
- Огулу (Мимонго)
- Цамба-Магоци (Фугаму)